# Mestalla

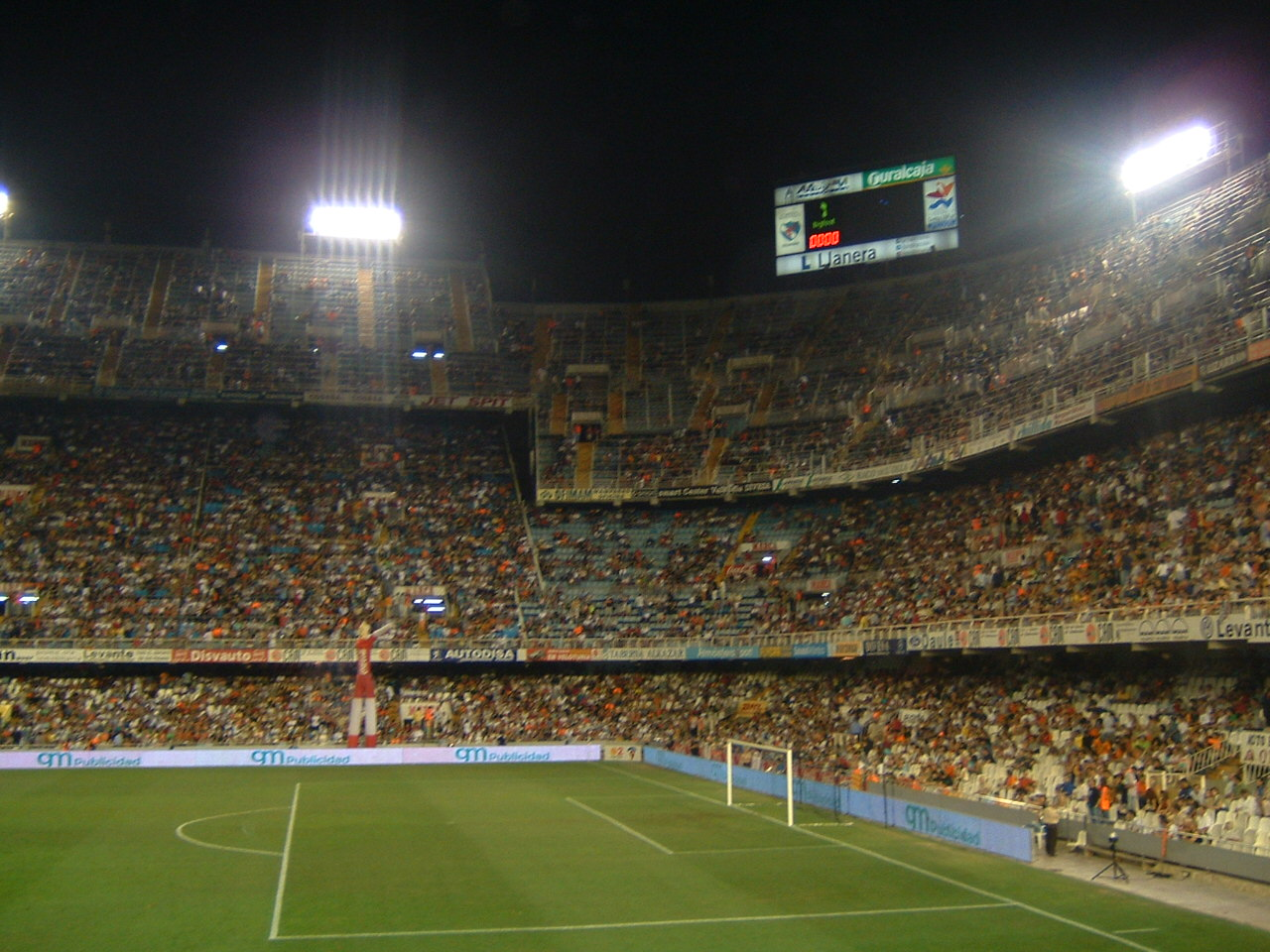
Mestalla

Mestalla (Estadio Mestalla, Camp de Mestalla) är en fotbollsarena i Valencia, Spanien. 
Den är hemmaarena för fotbollslaget Valencia CF.    Läktarna sägs vara bland världens brantaste, lutningen är inte längre tillåten av Uefa vid nybyggen. Namnet Mestalla kommer från det område som låg strax utanför Valencias gamla stadskärna. Numera är Mestalladistriktet en integrerad del av staden. 

## Historia
Stadion uppfördes redan 1923 och hyste ursprungligen 17 000 läktarplatser. Stadion har blivit ombyggd och tillbyggd i omgångar, exempelvis inför VM i fotboll 1982, då Spanien stod som värdland. Mestalla ersatte den första fotbollsplanen som hemmaklubben först nyttjade av Valencia CF i Algirós. Den äldre planen från Algirós omnämns fortfarande i Valencias klubbhymn.
Under perioden 1969 till 1994 kallades Mestalla för Estadí Luis Casanova, efter en legendarisk Valenciaspelare. Señor Casanova fick på egen begäran arenan att återfå sitt ursprungliga namn.

## Framtid: Nya Mestalla
Den tidigare presidenten i klubben, Juan Bautista Soler, initierade projektet att bygga en ny stadion. Konstruktionen av Nou Mestalla (Nya Mestalla) påbörjades år 2007 och skulle färdigställas år 2010. Efter diverse byggstopp på grund av finansiella problem såväl som dödsfall under konstruktionen lades projektet på is på obestämd tid. Endast ett stort betongskelett stod uppfört i västra delen av staden tills 2011. I december 2011 meddelade Valencia CF:s VD Manuel Llorente att bygget skulle återupptas och färdigställas inom två år. Genom finansieringen av Nou Mestalla överlåter Valencia CF gamla Mestalla till den spanska banken Bankia.
Nya Mestalla sägs kunna hysa över 70 000 sittande åskådare och blir rankad i högsta Uefa-klass, så att den även kan hysa Champions League-finaler.
- Namn: Estadio de Mestalla / Camp de Mestalla
- Invigning: 20 maj 1923
- Första match: Valencia CF - Levante UD 1-0
- Antal sittplatser: cirka 55 000
- Ägare: Valencia CF/Bankia
- Storlek:
  - Längd: 105 m
  - Bredd: 68 m